# Утківка
Утківка — селище у Мереф'янській громаді Харківського району Харківської області. Колишній центр однойменної селищної ради, до складу якої входили села Верхня Озеряна, Кринички, Лелюки та Нижня Озеряна. Розташована Утківка за 25 км на південь від Харкова.

## Географічне розташування

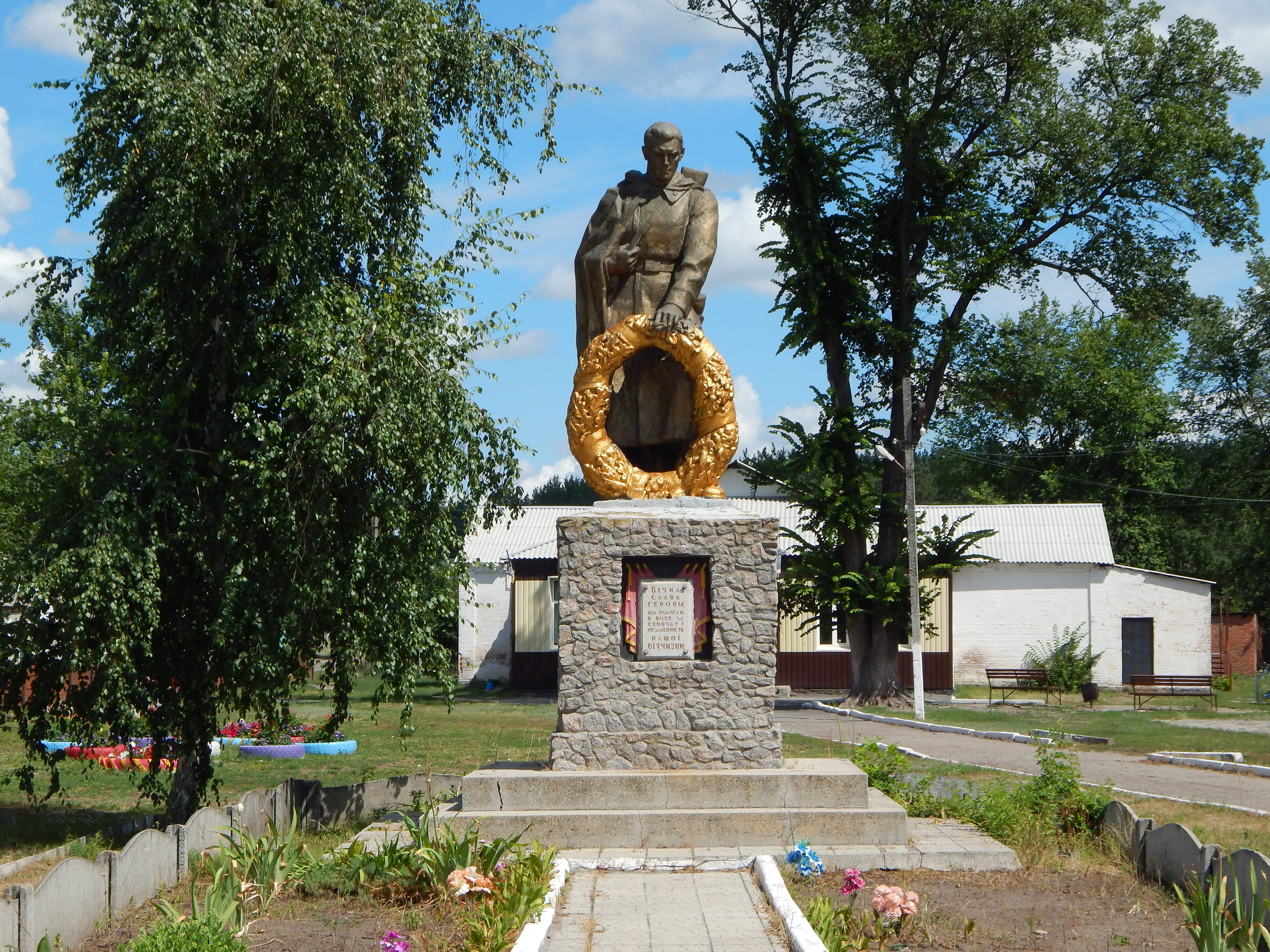
Братська могила радянських воїнів в Утківці

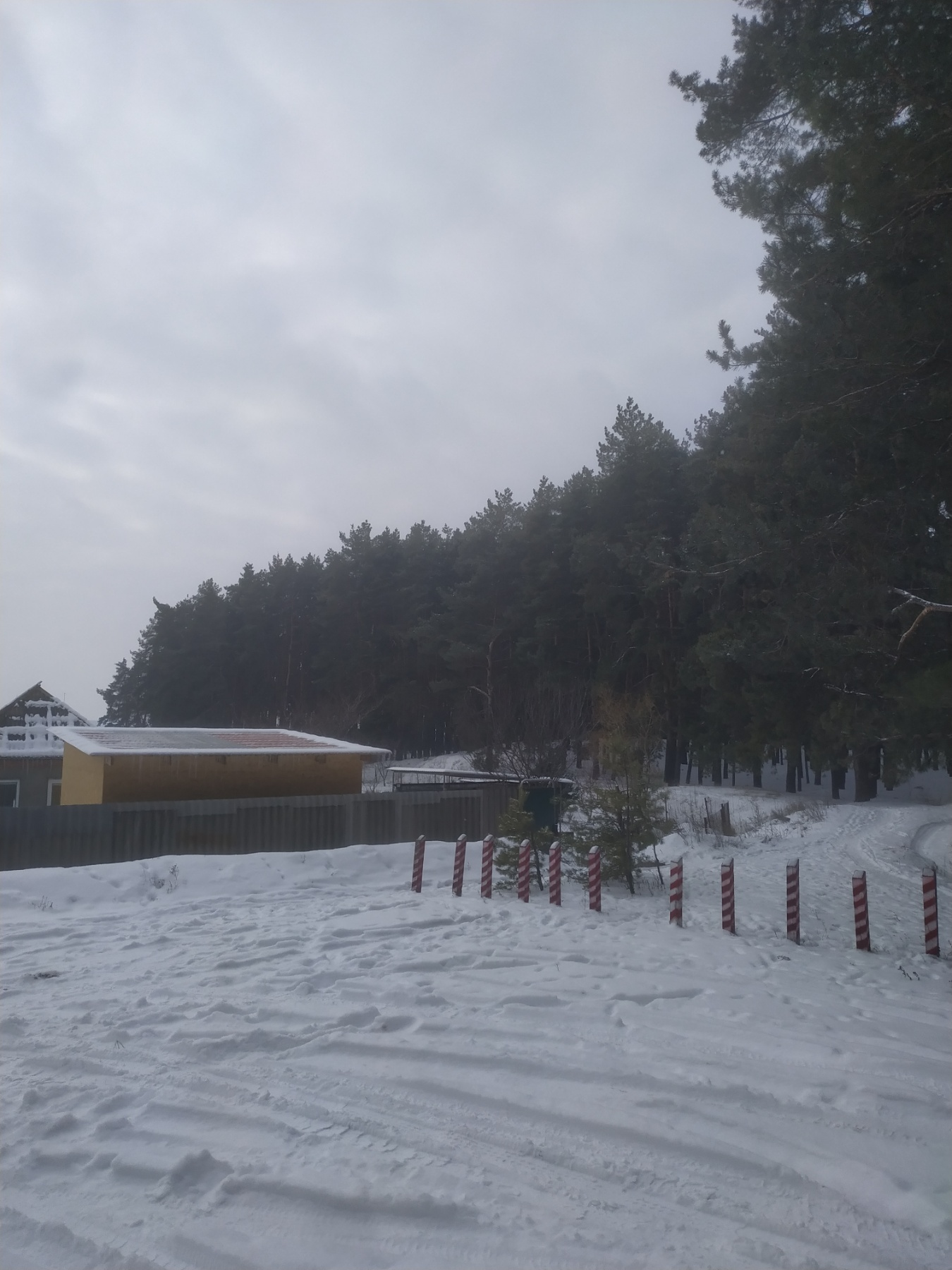
В'їзд до селища з боку провулка Піщаного

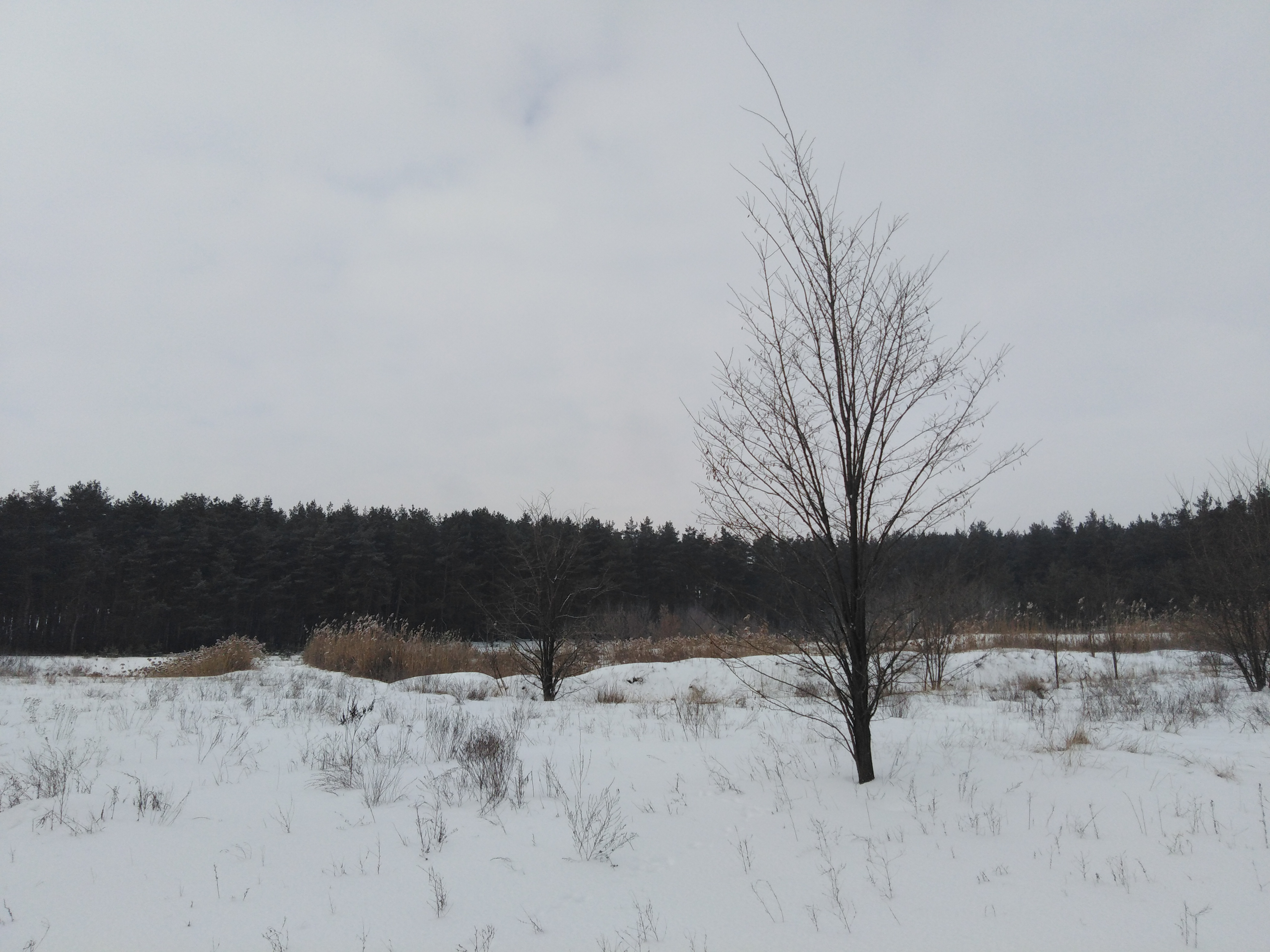
Очисні споруди поруч з селищем

Селище міського типу Утківка знаходиться на лівому березі річки Мжа, вище за течією на відстані 3 км розташоване село Рокитне, нижче за течією примикає місто Мерефа, на протилежному березі — селище Селекційне. Поруч проходять автомобільні дороги М18 (E105), Т 2107 та три залізничних гілки, зупинний пункт Утківка.

## Назва
Назва селища, як передають легенди, пов'язана з прізвищем першого пана Уткіна.

## Населення

### Мова
Розподіл населення за рідною мовою за даними перепису 2001 року:
| Мова       | Кількість | Відсоток |
| ---------- | --------- | -------- |
| українська | 1254      | 93.65%   |
| російська  | 69        | 5.15%    |
| вірменська | 13        | 0.97%    |
| білоруська | 2         | 0.15%    |
| румунська  | 1         | 0.08%    |
| Усього     | 1339      | 100%     |

## Історія

Утківка на мапі 1783 року

- Утківка заснована в середині XVIII ст. Перші документальні відомості про неї відносяться до 1783 року.
- Через селище Утківка проходив Чумацький шлях.
- З 1885 року село було у власності панів Девіцевих.
- В 1957 році присвоєно статус селище міського типу.
- 29 вересня 2009 року селище було газофіковане.[3]

## Сьогодення
У сучасних адміністративних межах Утківської селищної ради площа населеного пункту становить 2799 гектарів. Чисельність населення — близько 2200 осіб, з них абсолютна більшість працюють робітниками та службовцями в обласному центрі. На території селищної ради діють лише дві виробничі структури: АТ «Утківське відгодівельне господарство» та фермерське господарство «Лан».
Функціонують об'єкти соціальної та культурно-побутової сфер: загальноосвітня школа І-ІІІ ступенів, дитячий садок, три бібліотеки, два клуби, поштове відділення, медична амбулаторія сімейного лікаря, три фельдшерсько-акушерські пункти.

## Пам'ятки
Приватна садиба — музей «Українська хата» часів ХІХ ст.